# Saccopharynx hjorti
Saccopharynx hjorti es el nombre científico de una especie de pez abisal perteneciente al género Saccopharynx. Es una especie batipelágica que habita en la zona centro-este del océano Atlántico, en concreto al sudoeste de las Azores. Un ejemplar se conserva en el museo de zoología de la universidad de Bergen (Noruega).